# David Jemmali
David Jemmali (Toulouse, 13 december 1974) is een Tunesische voormalig voetballer (verdediger) die als laatst speelde voor de Franse tweedeklasser Grenoble Foot uitkwam. Voordien speelde hij voor AS Cannes en Bordeaux. Met Bordeaux werd hij landskampioen in 1999 en won hij de Coupe de la Ligue in 2002 en 2007.
Jemmali speelde van 2006 tot en met 2010 tien interlands voor de Tunesische nationale ploeg. Hij maakte zijn debuut op 1 maart 2006 in het duel tegen Servië en Montenegro.